# لب بن محمد بن لب
لب بن محمد بن لب (المتوفي عام 907 م) حاكم تطيلة ولاردة، وأحد زعماء بني قسي.
نسبه هو لب بن محمد بن لب بن موسى، وفي عام 283هـ/896، وجهه أبوه بقوات إلى حصن منتشون، وفوجيء بكمين أعده له محمد بن عبد الملك الطويل، إلا أنه استطاع هزيمة قوات الطويل وأسر أخيه فرتون بن عبد الملك. وفي ذي الحجة 283هـ/يناير 897 م، وجهه أبوه إلى طليطلة، ليتسلم قيادتها بعدما عرض أهلها ذلك على أباه محمد بن لب. وفي عام 293 هـ/898، توجّه لب إلى جيان بأمر من أبيه للتحالف مع عمر بن حفصون، وقبل أن يصلها جائته أنباء وفاة والده تحت أسوار سرقسطة.
وفي عام 285هـ/898، انتهز الطويل فرصة وفاة محمد بن لب، فسار بالمدد لحلفاؤه من بني تجيب في سرقسطة، وأغار على قوات بني قسي. إلا أن لب بن محمد حين علم بذلك، تحرك بقوة قرب مدينة وشقة، وأعد كمينًا لمحمد الطويل، وهزمه وأسر محمد الطويل. وأجبره على التنازل عن مدينة بربشتر والأراضي الواقعة بين وشقة ومنتشون، ودفع فدية قدرها 100,000 دينار، وترك ابنه عبد الملك وابنته السيدة وبعض بنو عمومته كرهائن لضمان تسليم المال. ثم تزوج لب بن محمد من السيدة بنت محمد الطويل، وتنازل له عن نصف الفدية.
بعد وفاة أبيه، ولاّه الأمير عبد الله بن محمد على تطيلة وطرسونة. وفي عام 287هـ/900، تحالف ألفونسو الثالث مع فرتون غارسيز ملك نافارا لمهاجمة طرسونة التي كانت تحت سيطرة لب، ونجح لب في صد الهجوم بنجاح. هاجم ألفونسو مرة أخرى أراضي لب، لكنه أجبر على فك الحصار والعودة، بعدما هاجم لب بقواته ألبة. عندئذ، تحوّل لب إلى مهاجمة بليارش، واجتاحها وأسر الآلاف، بما فيهم إيسارنو ابن ريموند كونت بليارش، الذي ظل أسيرًا في تطيلة لعشر سنوات.
وفي عام 292هـ/905، تحالف ملك أستورياس مع كونتي أراغون وبليارش، بزعم معاقبة لب بن محمد، لتخطيطه لانقلاب في نافارا، صعد بسانشو الأول إلى العرش مكان فرتون غارسيز. بعد ذلك بعامين، شن لب هجومًا على بنبلونة، ودارت معركة مع البشكنس في ليدنا في 18 ذي الحجة 294هـ/30 سبتمبر 907، أدت إلى هزيمة قوات بني قسي هزيمة قاسية، ومقتل لب بن محمد.
أنجب لب عبد الله ومحمد وفرتون.